# 雷克托街車站 (BMT百老匯線)
雷克托街車站（英語：Rector Street station）是美國紐約地鐵BMT百老匯線的一個慢車地鐵站，位於曼哈頓下城金融區雷克托街及三一廣場，設有R線（任何時候停站（深夜除外））、N線（僅深夜停站）、W線（僅平日停站）列車服務。

## 車站結構
| G         | 街道層             | 出入口                                                                                        |
| B1 月台層 | 側式月台，右側開門 | 側式月台，右側開門                                                                            |
| B1 月台層 | 北行               | 往森林小丘-71大道（科特蘭街） · 平日（ 深夜）往迪特馬斯林蔭路（科特蘭街）                     |
| B1 月台層 | 南行               | 往灣脊區-95街（白廳街） · 深夜時往康尼島-斯提威爾大道（白廳街） · 平日往白廳街-南碼頭（總站） |
| B1 月台層 | 側式月台，右側開門 |                                                                                               |

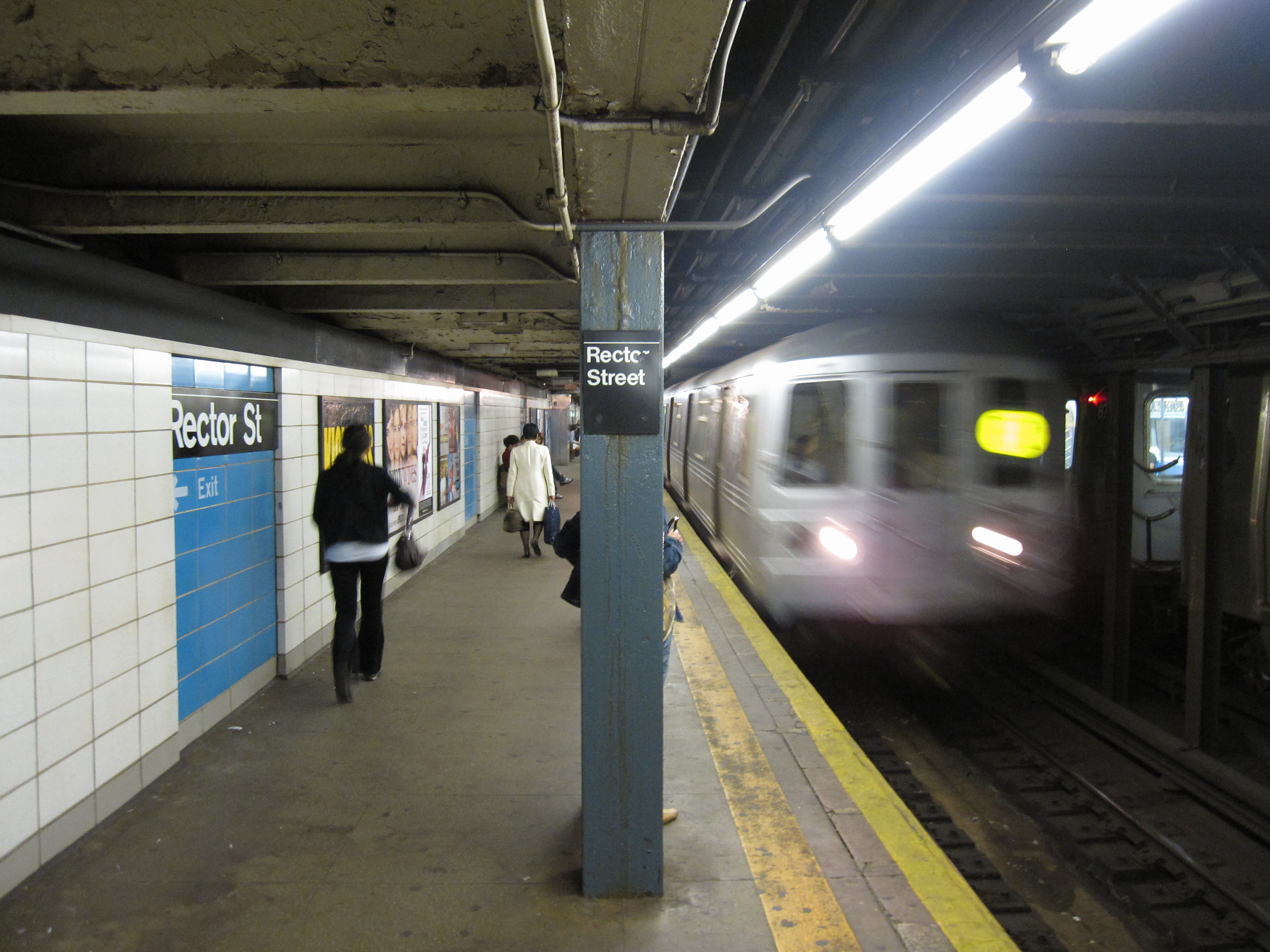
上城R線紐約地鐵R46型列車列車抵站

此站位於坡度上，因此有很明顯的傾斜。此站設有兩個側式月台，沒有任何上跨道、下跨道或夾層連接月台與閘機。

## 外部連結
- nycsubway.org—BMT Broadway Line: Rector Street
- Station Reporter — N Train
- Station Reporter — R Train
- Rector Street entrance from Google Maps Street View
- entrance near Brooklyn Battery Tunnel from Google Maps Street View
- Platforms from Google Maps Street View